# Scopula impersonata
Scopula impersonata är en fjärilsart som beskrevs av Walker 1861. Scopula impersonata ingår i släktet Scopula och familjen mätare. Inga underarter finns listade.